# Палац Дідушицьких (Львів)
Пала́ц Дідуши́цьких — будинок, пам'ятка архітектури у Львові на вулиці Лисенка. Колишній музей і бібліотека.

## Будівництво палацу

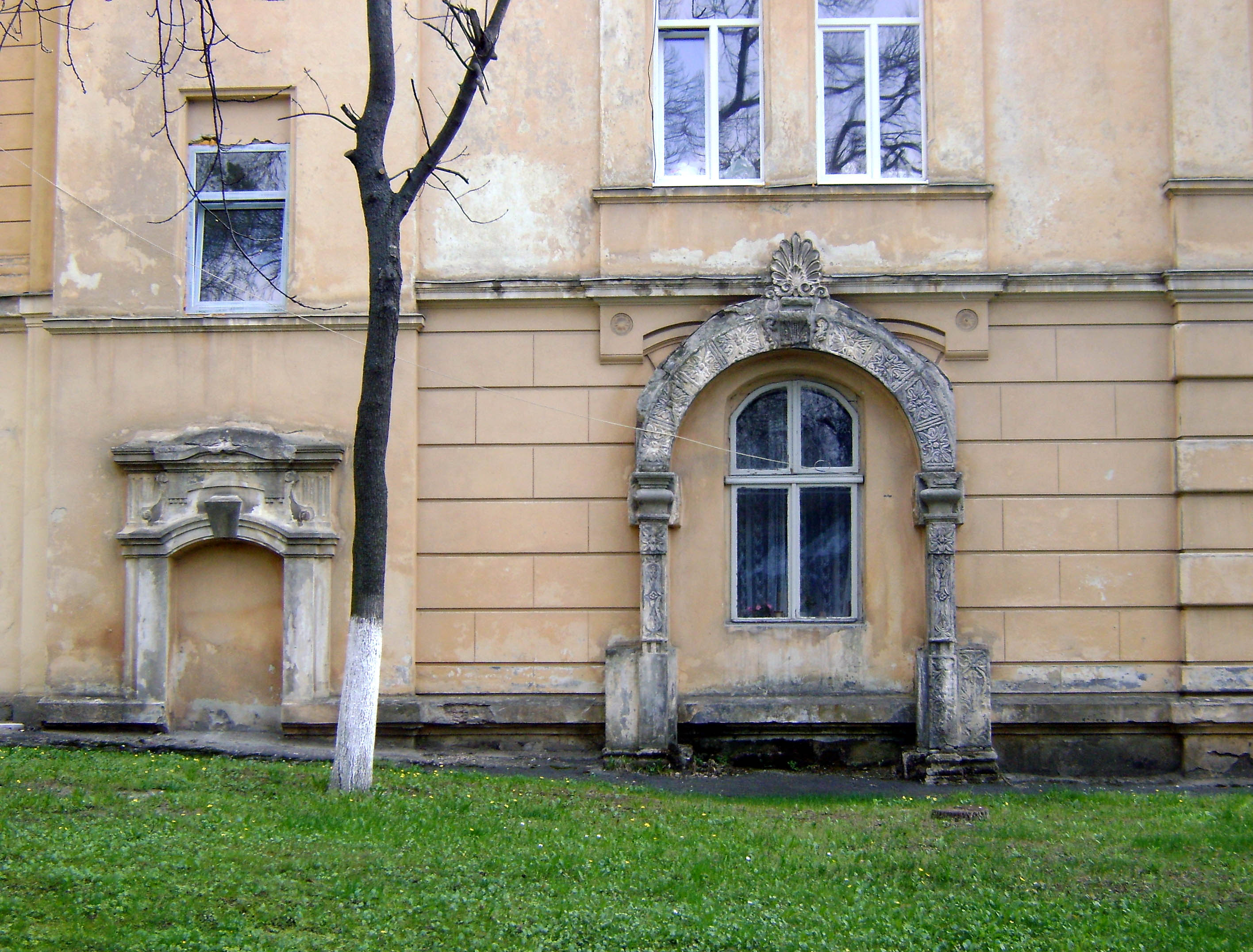
Камʼяні портали у стіні будинку № 17

1856 року граф Володимир Дідушицький за 70 тис. золотих ринських купив віллу Е. Віняжа, збудовану 1849 року. За проектом Вінцента Равського-старшого було почато перебудову, котра тривала до 1869 року. 1870 року В. Дідушицький купив дві сусідні ділянки у «Куркового товариства» і одну у Т. Яніковського.
1871–1873 роки — нова перебудова палацу за проєктом Йозефа Енгеля.
1873 року В. Дідушицький придбав ще одну сусідню ділянку в Е. Полетила. На той час загальна площа володінь становила 3 морги і 426 квадратних сажнів і простягалася вздовж вулиць Куркової (нинішня Лисенка), Юзефа Сави (нинішня Миклухо-Маклая) і Люблінської унії (нинішня Гуцульська).
Наприкінці 1878 року в інтер'єрі застосовано алебастрові колони, виконані Леонардом Марконі.
У 1880-х–1890-х роках висаджено парк із рідкісними породами дерев і кущів, збудовано нову оранжерею, стайні, льодовню. 1893 рік — підведено каналізацію, 1901 року — міський водогін. Архітектор Діонісій Кшичковський розробив проєкт невеликого неоготичного будинку для сторожа при вулиці Сави, котрий однак не було реалізовано.
1902 рік — чергова реконструкція палацу під керівництвом архітектора Владислава Галицького, викликана зростанням колекції книг і творів образотворчого мистецтва. Замовницею виступила уже вдова Володимира Дідушицького. 6 жовтня 1903 завершено будівництво третього поверху. 24 листопада 1904 завершено довгий двоповерховий флігель прибудований з тильного боку. Того ж року влаштовано центральне опалення із котлами у підвалах. Під час реконструкції змінено планування партеру (першого поверху). 1910 встановлено електричний ліфт.
1895 року на ділянці Дідушицького збудовано чиншову камʼяницю, що виходить фасадом на нинішню вулицю Лисенка. Будівництвом займалась «Спілка архітекторів — Володимир Підгородецький і Якуб Баллабан». Нині це житловий будинок під номером 17. Цікава деталь — у бічній стіні будинку вмуровано кам'яний портал і ймовірно вікно, у кілька разів старші за сам будинок.

## Музей і бібліотека
Із палацом пов'язана доля колекції західноєвропейських художників, які Альфонсина Дідушицька отримала у спадок від свого батька Матеуша Мьончинського. Початково колекція перебувала в родинному маєтку Мьончинських та Бєльських в селі Пеняки під Бродами. Згодом уміщена як депозит в Академії знань у Кракові і зберігалась там близько 30 років. Там мистецтвознавець Владислав Лущкевич провів інвентаризацію для врегулювання питань спадку, а Юзеф Рейхан створив каталог. Перевезена до Львова, зберігалась у палаці, але не експонувалась, поки на неї не звернув увагу мистецтвознавець Ян Антоневич-Болоз. Стараннями Альфонсини Дідушицької палац суттєво розбудовано для створення експозиції. Роботи розміщено у великій та менших залах третього поверху та на сходовій клітці. Колекція налічувала понад 400 робіт. Серед них живописні твори Гверчіно, братів Караччі, Йорданса, Скореля, школи Рубенса, роботи низки австрійських майстрів.
Після смерті графа 1899 року вдова перевезла до кам'яниці при палаці (нині будинок № 17) так звану «Поторицьку бібліотеку», котра на той час налічувала 30000 томів. Назва походить від родинного маєтку Дідушицьких — села Поториця (нині Сокальський район), де бібліотеку заснував свекор. У палаці також розміщувалась нумізматична колекція В. Дідушицького, колекція порцеляни, художні меблі. Було влаштовано публічний музей і бібліотеку. Опіку над галереєю Альфонсина Дідушицька доручила молодому мистецтвознавцю Юзефу Пйотровському.

## Палац і збірки після 1919 року
Після смерті Альфонсини Дідушицької 1919 року палац за заповітом відійшов старшому внукові Павлові Дідушицькому (1881–1951). Однак Павло вступив до ордену отців єзуїтів і зрікся спадку, уклавши угоду зі своїм братом Володимиром Дідушицьким молодшим, з умовою, що останній виплатить орденові 20000$ протягом 1925–1928 років. З часом Володимир Дідушицький молодший опинився у скрутному фінансовому становищі і від 1932 року намагався продати палац. Покупців не знайшлось, тому виставив на продаж колекцію творів образотворчого мистецтва, але до 1939 року її не купили. Лише деякі цінні картини були продані. Деякі операції з продажу носили не зовсім законний і підозрілий характер, ймовірно із метою ухилення від сплати податків. Розголосу набула купівля 20 картин консулом Нідерландів у Львові Дірком Ментеном. У автентичності багатьох творів виникли сумніви. Це стосувалось у першу чергу картин, котрі без належних експертиз купляв особисто А. Мйончинський.
1939 року галерею і бібліотеку націоналізовано. Твори мистецтва передано до Львівської картинної галереї і Історичного музею, архіви і літературу — до «Оссолінеума» (нині Львівська національна наукова бібліотека України імені Василя Стефаника). Частину бібліотеки 1946 року передано до Вроцлава, деякі книги — до різних польських музеїв. У палаці було розміщено військову частину № Р-9155.
23 вересня 2008 року будівлю внесено до переліку памʼяток культурної спадщини, що не підлягають приватизації. 8 квітня 2009 року розпорядженням Кабінету Міністрів приміщення передано Службі Безпеки України.

## Архітектура
Палац дво- і триповерховий, на високому цоколі, складний в плані, цегляний, тинькований. Стилістично відноситься до історизму (у цьому випадку — французький неоренесанс із елементами бароко). Високий бароковий дах зі слуховими вікнами утворює четвертий мансардний поверх. Центральний ризаліт фасаду прикрашений трикутним фронтоном із овальним вікном. На другому і третьому поверхах ризаліту головного фасаду розміщено балкони із необароковим металевим поруччям. Перший поверх фасаду рустований, у медальйонах між другим і третім поверхами уміщено рельєфні зображення представників роду Дідушицьких. Вікна оздоблені профільованим обрамуванням, на другому поверсі ризаліту — з архівольтами. Палац розташований у глибині ділянки із фасадом паралельним до вулиці Лисенка. З тильного (північного) боку прибудовано двоповерховий флігель із додатковим входом. Зі сходу з'єднаний добудовою-вставкою із сусіднім будинком № 17. Палац має три сходові клітки. Окремі будівлі оранжереї і теплиці не збережені. На території ділянки розміщено невеликий парк площею 1,3 га. Ділянку оточено частково збереженою металевою огорожею 1860-х років.